# Келар-Дег
Келар-Дег (перс. كلارده) — село в Ірані, у дегестані Хараруд, у Центральному бахші, шагрестані Сіяхкаль остану Ґілян. У переписі 2006 року вказане як окремий населений пункт, але без відомостей про чисельність населення.

## Клімат
Середня річна температура становить 13,43 °C, середня максимальна – 27,38 °C, а середня мінімальна – -1,14 °C. Середня річна кількість опадів – 711 мм.
| Клімат поселення                              | Клімат поселення | Клімат поселення | Клімат поселення | Клімат поселення | Клімат поселення | Клімат поселення | Клімат поселення | Клімат поселення | Клімат поселення | Клімат поселення | Клімат поселення | Клімат поселення | Клімат поселення |
| Показник                                      | Січ.             | Лют.             | Бер.             | Квіт.            | Трав.            | Черв.            | Лип.             | Серп.            | Вер.             | Жовт.            | Лист.            | Груд.            |                  |
| Середній максимум, °C                         | 11,44            | 10,63            | 11,72            | 16,00            | 21,34            | 26,19            | 27,38            | 27,20            | 22,98            | 19,85            | 15,25            | 11,44            |                  |
| Середня температура, °C                       | 5,56             | 4,73             | 5,84             | 10,12            | 15,46            | 20,30            | 23,22            | 23,06            | 18,84            | 15,68            | 11,10            | 7,28             |                  |
| Середній мінімум, °C                          | −0,34            | −1,14            | −0,05            | 4,23             | 9,58             | 14,42            | 19,07            | 18,91            | 14,68            | 11,52            | 6,94             | 3,14             |                  |
| Норма опадів, мм                              | 62               | 56               | 76               | 56               | 40               | 22               | 23               | 31               | 62               | 100              | 93               | 90               |                  |
| Середньомісячна швидкість вітру, м/с          | 2.16             | 2.51             | 2.51             | 2.58             | 2.23             | 2.13             | 2.31             | 2.13             | 1.87             | 2.08             | 2.05             | 2.04             |                  |
| Середньомісячна сонячна радіація, кДж/м²·день | 7360             | 9557             | 11690            | 15962            | 19685            | 21894            | 22211            | 18985            | 15736            | 11275            | 8932             | 6980             |                  |
| --------------------------------------------- | ---------------- | ---------------- | ---------------- | ---------------- | ---------------- | ---------------- | ---------------- | ---------------- | ---------------- | ---------------- | ---------------- | ---------------- | ---------------- |
| Джерело:                                      |                  |                  |                  |                  |                  |                  |                  |                  |                  |                  |                  |                  |                  |